# 기계유씨 유홍 묘역 및 석물
기계유씨 유홍 묘역 및 석물은 대한민국 경기도 하남시 하산곡동 산18-1번지에 있는 무덤으로 조선 시대 관료 유홍(兪泓, 1524년~1594년)의 묘역이다. 2017년 7월 28일 하남시의 향토유적 제8-1호로 지정되었다.

## 지정 사유
유홍의 관력(官歷)은 다음과 같다.
- 1553년 (명종  8) : 별시문과 급제
- 1557년 (명종 13) : 강원도 암행어사, 병조좌랑, 홍문관 수찬, 사헌부 지평
- 1560년 (명종 15) : 이조좌랑
- 1563년 (명종 18) : 명종비 인순 왕후의 외삼촌으로 전횡을 일삼던 권신 이량을 탄핵함.
- 1565년 (명종 20) : 문정왕후 장례 때 산릉도감 낭청이 됨.
- 1573년 (선조  6) : 회령부사
- 1574년 (선조  7) : 개성유수
- 1577년 (선조 10) : 경상도 관찰사
- 1587년 (선조 20) : 사은사(謝恩使)로 명나라에 감.
- 1588년 (선조 21) : 조선의 종계(종계)를 바로잡은 대명회전(대명회전)의 조선관계 부분 1질을 받아와 승록대부 판충추 부사에  임명됨.
- 1590년 (선조 22) : 좌찬성 겸 판의금부사로 정여립 모반사건을 다스림.
- 1590년 (선조 23) : 종계변무(종계변무)의 공으로 광국공신1등에 책록되고, 정여립 모반사건의 공으로 평난공신 2등에 책록되어 보국대부 기성부원군에 봉해졌고, 이조판서가 됨.
- 1592년 (선조 25) : 4월 왜란이 일어남. 5월 우의정 됨. 6월 동궁을 호종함. 11월 우의정 겸 삼도 도체찰사가 됨.
- 1594년 (선조 27) : 1월 해주에서 왕비를 호종함. 11월 좌의정 됨, 12월 해주에서 사망함.

유홍의 신도비가 이미 제8호로 향토유적에 지정되어 있으며, 유홍은 이미 역사적인 인물로 높이 평가 받았으며, 유홍의 분묘는 방분(사각묘)의 특징을 지니고 있는 역사적 학술적인 가치가 있는 희소성을 지닌 귀중한 유산으로 묘역을 향토유적 제8-1호로 지정하여 하남시의 문화 자긍심을 고취시키고 후세를 위한 역사교육 자료로 활용할 가치가 있다.

## 같이 보기
- 유홍
- 유홍신도비 - 하남시 향토유적 제8호